# أكواسلاش
أكواسلاش (بالإنجليزية: Aquaslash)‏ هو فيلم رعب تم إنتاجه في كندا وصدر سنة 2019.

## القصة
تلتقي الكوميديا المثيرة والرعب مع الفتيات ذوات البيكيني في جريمة قتل غامضة في “ويت فالي”

## وصلات خارجية
أكواسلاش على موقع IMDb (الإنجليزية)
- أكواسلاش على موقع روتن توميتوز (الإنجليزية)
- أكواسلاش على موقع قاعدة بيانات الفيلم (الإنجليزية)
- أكواسلاش على موقع ليتربوكسد (الإنجليزية)
- أكواسلاش على موقع كينوبويسك (الروسية)